# Lívio Xavier
Lívio Barreto Xavier (Granja, Ceará, 25 de abril de 1900 — São Paulo, 25 de novembro de 1988) foi um jornalista e tradutor brasileiro, sobrinho do maior poeta simbolista do Ceará, Lívio Barreto. Amigo de Aristides Lobo, Fúlvio Abramo, Benjamin Péret e Mário Pedrosa. Fundou a Liga Comunista Internacionalista ligada à Oposição de Esquerda Internacional, dirigida por Leon Trótski.

## Biografia

### Infância em Granja
Lívio Barreto Xavier nasceu em 25 abril de 1900, em Granja, cidade da zona norte cearense (um antigo aldeamento jesuíta em meados do século XVII conhecido como “Macaboqueira”), tendo como pais dona Elisa Barreto Xavier e o “coronel” Ignácio Xavier. Foi um dos 13 filhos do casal. No começo do século XX, Granja já era um centro importante para onde convergia todo comércio da região.
Foi no escritório dos armazéns da Ignácio Xavier e Companhia, vizinho à casa da família, que Lívio aprendeu os primeiros conhecimentos de escrita e leitura, aos quatro anos, e sem que ninguém lhe ensinasse.
Influenciado por sua mãe, devoradora de livros, e pela tradição que, dizia-se, permeava a cidade natal dada a característica de ter sido o berço do primeiro Lívio (Barreto), ele não fugiu à regra. A fome de leitura, o fato de ser visivelmente muito inteligente e ter a cabeça avantajada, o levava a ser conhecido como o “pequeno Rui”. Muito cedo lia autores como Eça de Queiroz, Alexandre Herculano, Julio Diniz, Camilo Castelo Branco, entre os autores portugueses e, entre os brasileiros, José de Alencar, Manoel Maria de Macedo, Olavo Bilac, Coelho Neto, João do Rio, Júlia Lopes de Almeida, Rocha Pombo, enfim, tudo o que lhe caia nas mãos. Foi poeta bissexto, estando alguns de seus poemas publicados no livro “Poesias”
Lívio Xavier foi um grande tradutor, colocou obras-primas do pensamento universal ao alcance dos brasileiros. Tinha escrita fluente, elegante e mordaz. Deixou sua marca entre a intelectualidade brasileira.

## Escritos
Seu texto Esboço de uma Análise da Situação Econômica e Social do Brasil (1930), em parceria com Mário Pedrosa, é tido como "a primeira análise marxista, séria e consistente, sobre o país onde, diferentemente do PCB, já apontavam especificidades escravistas e latifundiárias no “feudalismo” brasileiro, entendiam que a burguesia brasileira estava cedo submetida ao capitalismo internacional e identificavam tendências antiliberais e estatistas em nossas classes dominantes.  Morais, J. 1998, 236-238. Para a publicação do "Esboço" seus autores utilizaram pseudônimos, Mario Pedrosa assinou como M. Camboa e Lívio Xavier como L. Lyon.
Foi também autor de "Tempestade sobre a Ásia: A Luta pela Manchúria" (com o pseudônimo de L. Mantsô). Seu acervo se encontra no CEDEM, Centro de Documentação e Memória da Unesp.

## Livros de Lívio Xavier
- Infância na Granja - Massao Ono, 1974
- O Elmo de Mambrino - Rio de Janeiro. Ed Jose Olímpio, 1975 (Prêmio Jabuti 1976, na categoria "Estudos Literários")
- Dez Poemas de Lívio Xavier ilustrados por Noêmia Mourão - Cultura Brasileira/Massao Ohno, 1978
- Correspondência com Mário Pedrosa, in José Castilho Marques Neto, Solidão Revolucionária, Mário Pedrosa e as origens do trotskismo no Brasil, Paz e Terra, 350 páginas, 1993

## Traduções
por data de publicação
- O Príncipe de Nicolau Maquiavel - Unitas, 1933, reed. Athena, c.1938. Reedições Prestígio, Ediouro, Abril Cultural, Braille, Edipro
- Hegel, Enciclopédia das ciências filosóficas[3] (3 vol.) - A primeira tradução de uma obra integral de Hegel no Brasil; Athena, 1936
- Ética de Baruch de Spinoza - Athena, 1937. Reedição Ediouro.
- Maquiavel, Escritos políticos, Athena, 1940 (vol. XXXI), BUP, Abril Cultural.
- Maquiavel, Carta a Vettori (em apêndice a O príncipe), Athena, c. 1940. Reedições Ediouro, Abril, Prestígio, Braille
- Antonio Labriola, Ensaios sobre o materialismo histórico, Athena, c.1940
- René Belbenoit, A Ilha do Diabo, José Olympio. Col. O Romance da Vida, vol. 3, José Olympio, 1940
- David Seabury, O guia da felicidade, José Olympio, 1942
- Louis Fischer, Alvorada da vitória, Prometeu, 1943
- Thomas Mann, A morte em Veneza, Flama, 1944
- Edgar Allan Poe, O poço e o pêndulo, in Contos Norte-Americanos, Biblioteca Universal Popular, 1963 (Leitura, 1945), pp. P. 31-48.
- Gandhi, Memórias de Gandhi, José Olympio, 1945
- Kropótkin, Em torno de uma vida - Memórias de um revolucionário, José Olympio, 1946 (com Berenice Xavier)
- Rosa Luxemburgo, Reforma ou revolução, Flama, 1946 (também foi publicado com o título Reforma, revisionismo e oportunismo)
- E.M. Hull, A cativa do Saara, Nacional, 1947
- Roger Gal, História da educação, DIFEL, 1954
- E.M. Hull, O feiticeiro do deserto, Nacional, 1957
- Benjamin Farrington, A ciência grega, e o que significa para nós (com João Cunha de Andrade), IBRASA, 1961
- René Wellek, História da crítica moderna (5 vol.), Herder/EdUSP, 1967
- Trotsky, Minha vida, José Olympio, s/d; Paz e Terra, 1969, e outras reedições
- Trotsky, Terrorismo e comunismo, Saga, 1969